# Koło Posłów Bezpartyjnych
Koło Posłów Bezpartyjnych – koło poselskie w Sejmie RP V kadencji założone 1 grudnia 2006. Do 26 kwietnia 2007 funkcjonowało pod nazwą Ruch Ludowo-Narodowy, nawiązującą do nazwy klubu parlamentarnego, z którego wcześniej wystąpili założyciele koła. Przestało istnieć 23 sierpnia 2007, po przejściu posłanki Haliny Molki do klubu parlamentarnego PiS.

## Skład Koła Posłów Bezpartyjnych
- Jan Bestry (od 23 sierpnia 2007 poseł niezrzeszony) – przewodniczący
- Halina Molka (23 sierpnia 2007 przeszła do Klubu Parlamentarnego PiS)
- Bernard Ptak (od 23 sierpnia 2007 poseł niezrzeszony)
- Andrzej Ruciński (do 7 grudnia 2006, potem poseł niezrzeszony, od 27 kwietnia 2007 w Klubie Parlamentarnym PiS)